# Caldecott Tunnel
Il Caldecott Tunnell è un tunnel a quattro canne che attraversa le Berkeley Hills tra Oakland e Orinda.

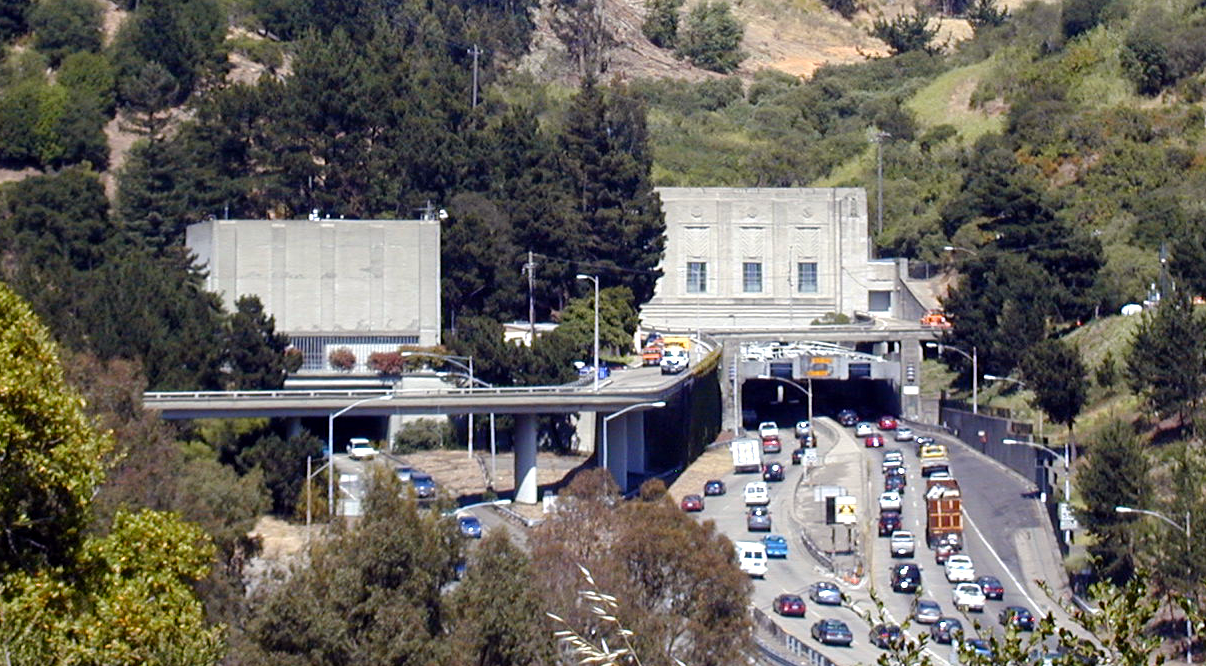
L'estremità occidentale del tunnel Caldecott nel 2007

Il tunnel, che scorre in direzione est-ovest, è parte della California State Route 24 e collega Oakland al centro della Contea di Contra Costa.
Prende il nome da Thomas E. Caldecott (1878–1951), sindaco di Berkeley dal 1930 al 1932 e presidente del Joint Highway District 13 l'ente che supervisionò la costruzione del tunnel.
Le prime due canne del tunnel, lunghe 1100 metri, furono completate nel 1937. Ciascuna di esse aveva due corsie il cui traffico scorreva in direzione est.
Nel 1964 venne completata la terza canna lunga 1149 metri mentre nel 2013 venne terminata la quarta per una lunghezza di 1033 metri.
Il traffico in queste ultime due canne scorre in direzione ovest.